# Parque de la Amistad María Graña Ottone
El Parque de la Amistad "María Graña Ottone" es un espacio público ubicado en el distrito de Santiago de Surco, en la ciudad de Lima, capital del Perú.

## Descripción
Está ubicado en la intersección de las avenidas Alfredo Benavides y Caminos del Inca. Fue inaugurado el 25 de noviembre de 2001, durante la gestión del alcalde, Carlos Dargent, para poder instalarse un nuevo Arco Morisco en recuerdo al que estaba originalmente en la avenida Arequipa.
Es el único parque en Lima con decoraciones moriscas, que añadió un estilo estético inspirado en la Mezquita-Catedral de Córdoba, el acceso al parque es gratis, lo único que se cobra es la subida al arco. En sus alrededores, está el Centro Cultural Augusto B. Leguía, y dentro suyo el Museo Casa de La Respuesta, ambos dedicados a la memoria de los caídos en la guerra del Pacífico.
El parque también tiene entre sus objetos de interés histórico, dos antiguas locomotoras de 1926 que se mantienen en funcionamiento: Surcanito y Micaela . El área del parque incluye una pequeña laguna, piletas, jardines y un patio de comidas con presencia de platos de las 3 regiones peruanas (costa, sierra y selva).

## Galería

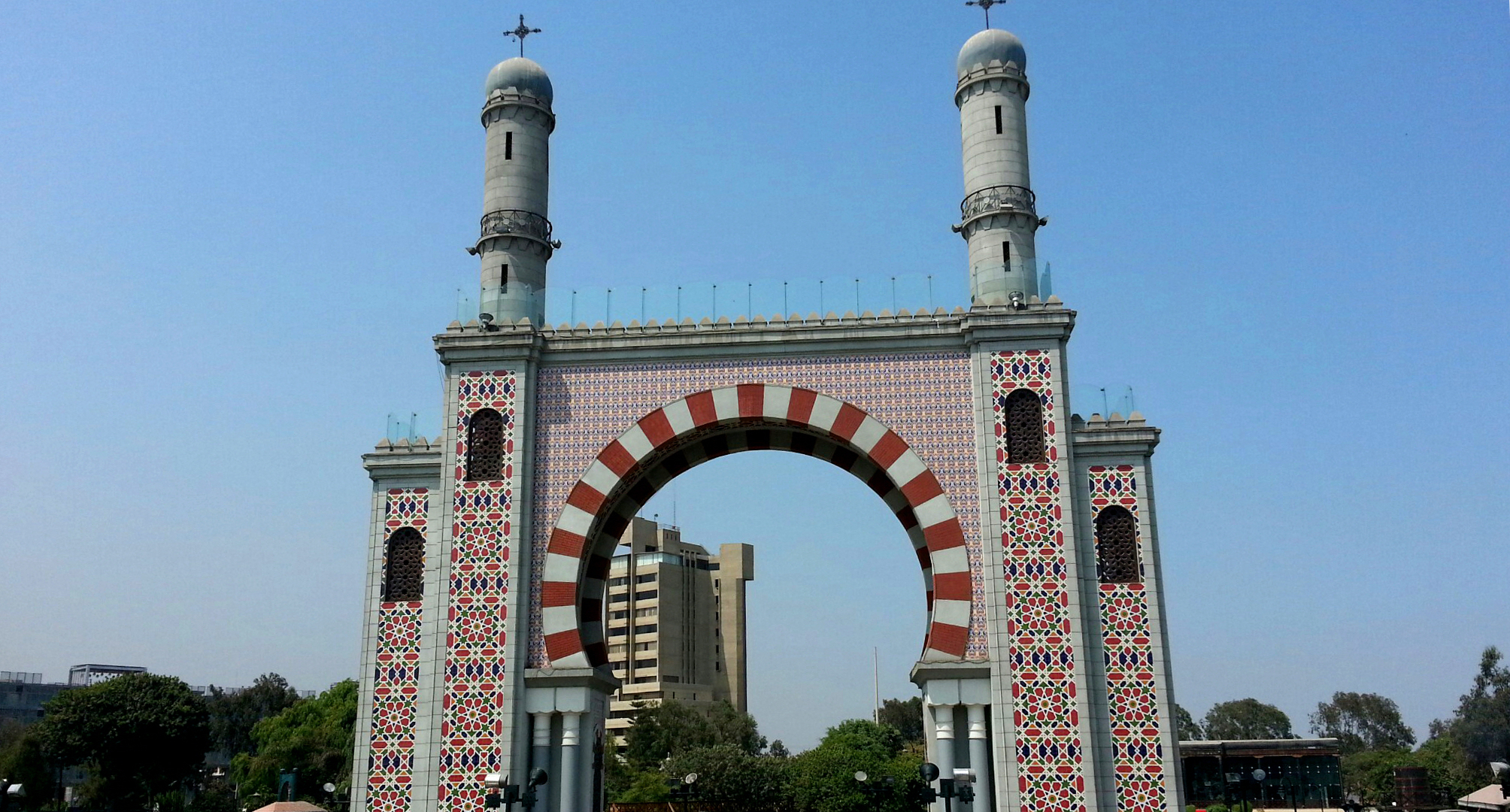
El Arco Morisco.
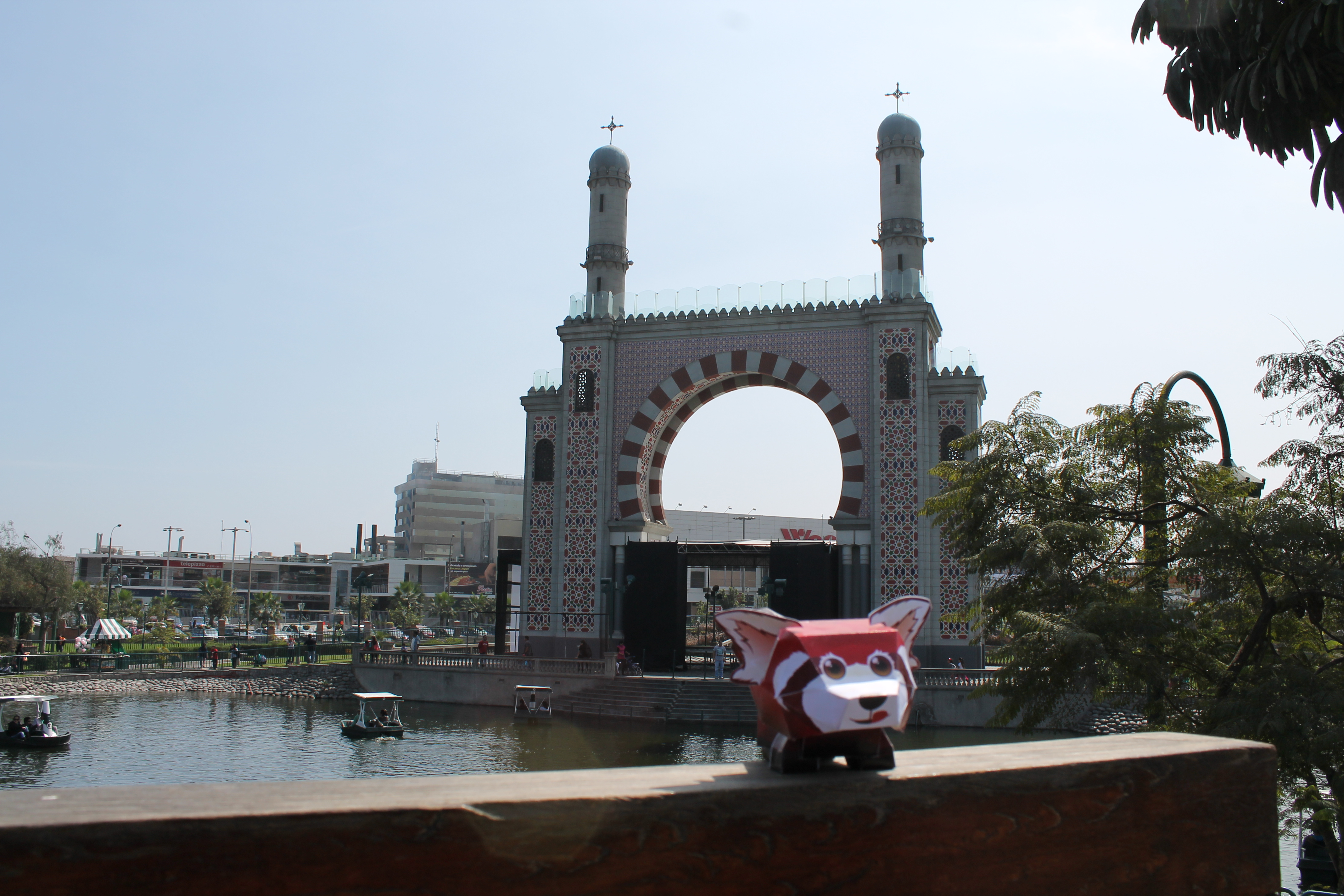
La laguna frente al Arco.
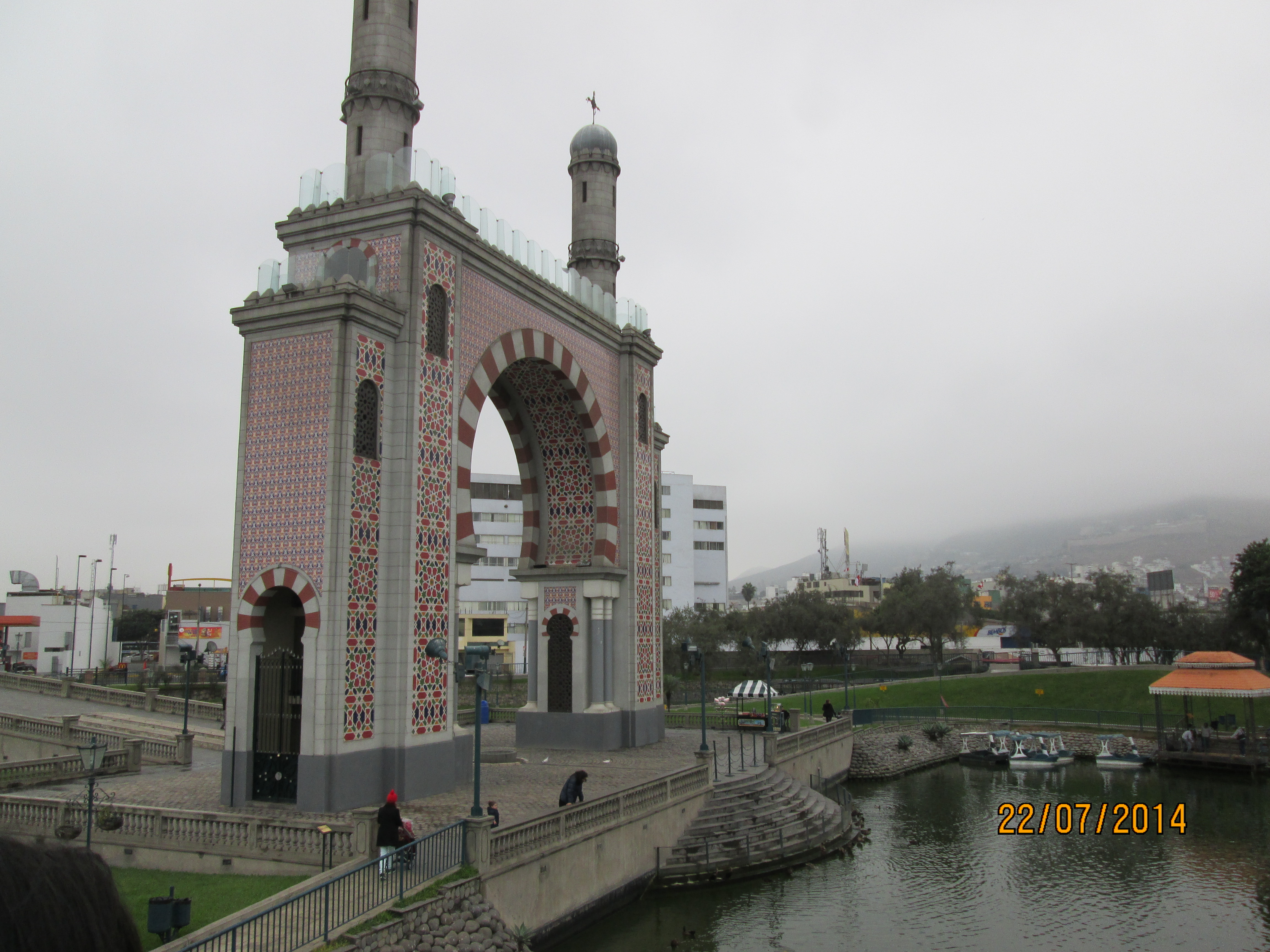
Frente del arco.
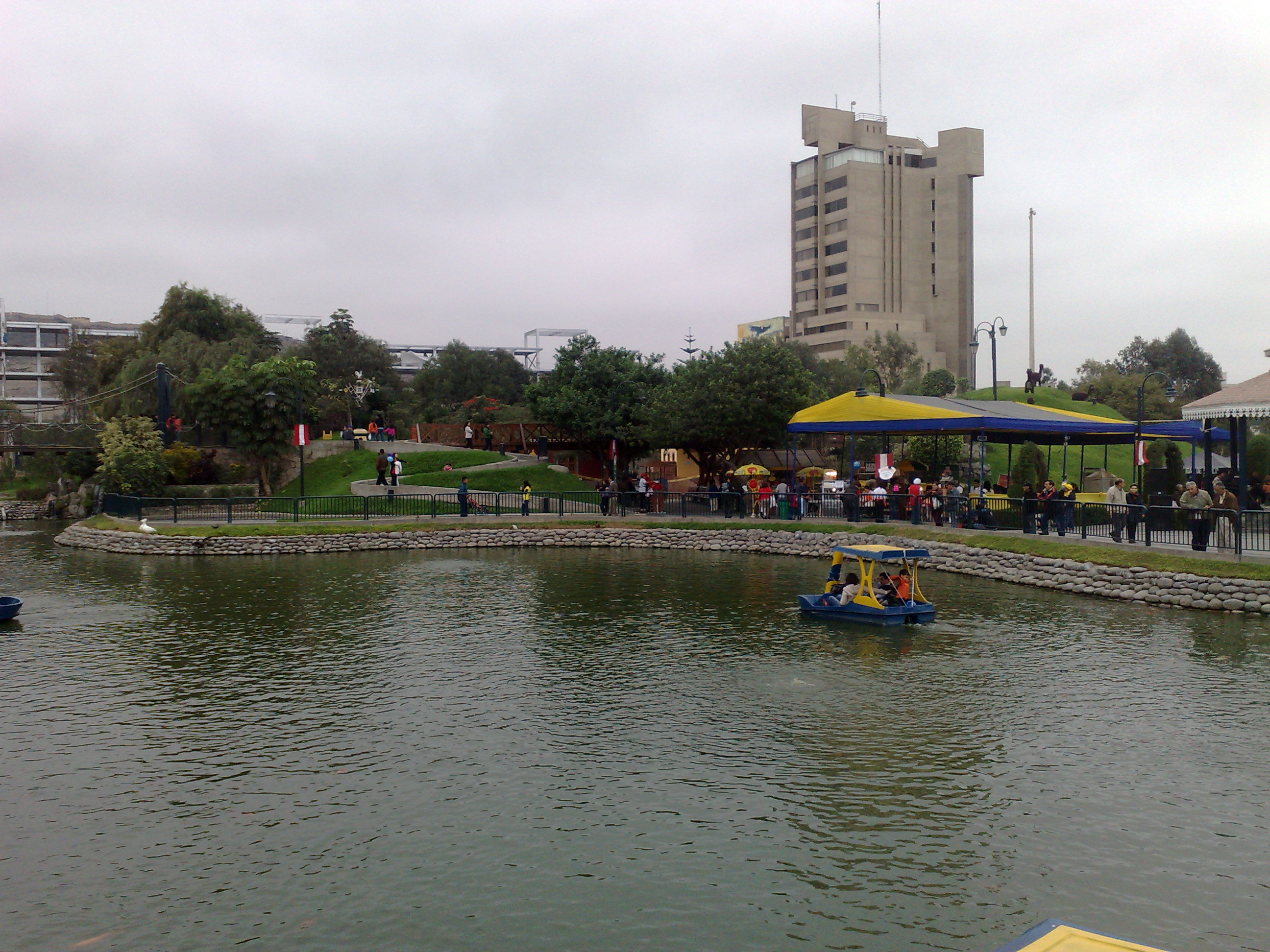
Patio de comidas.
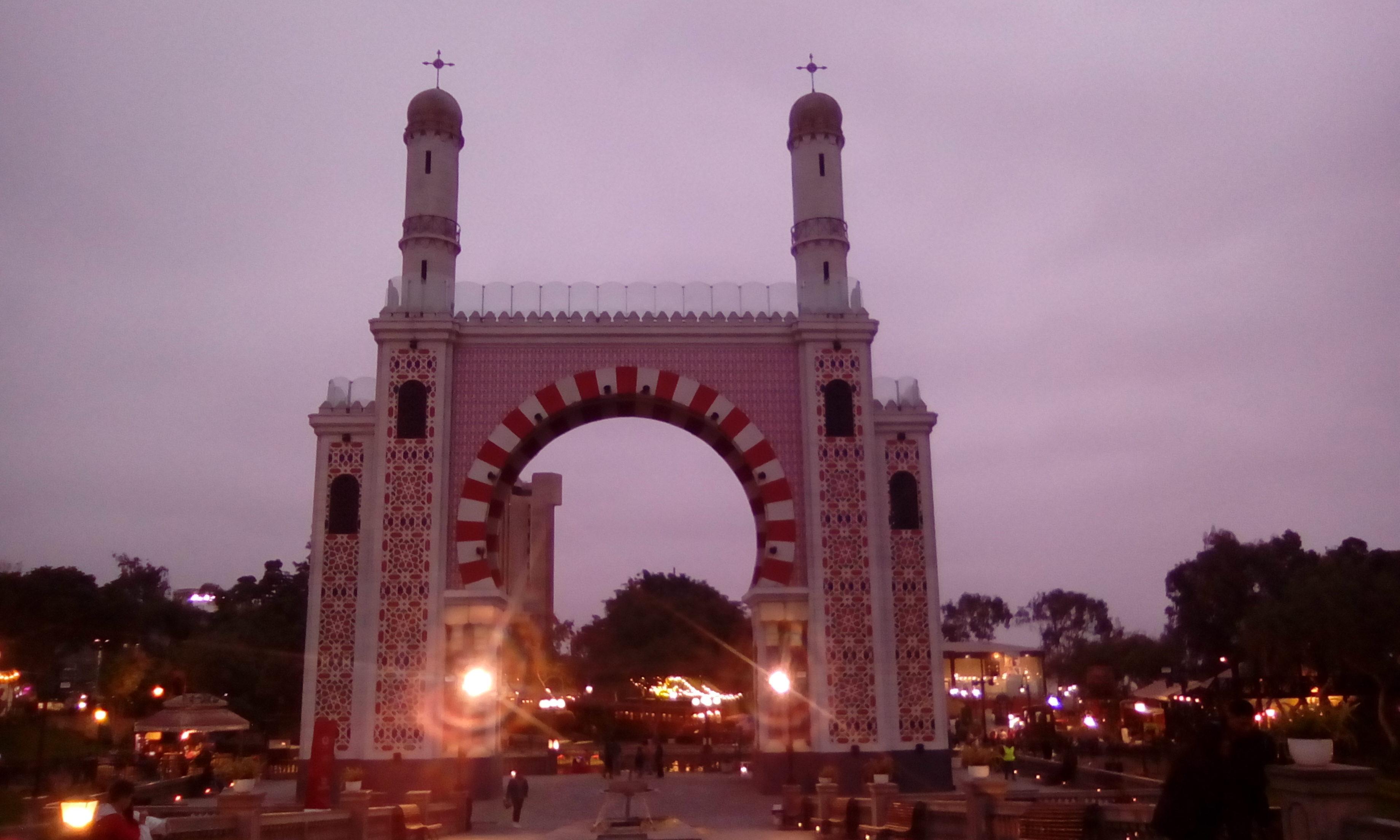
El Arco durante el atardecer.
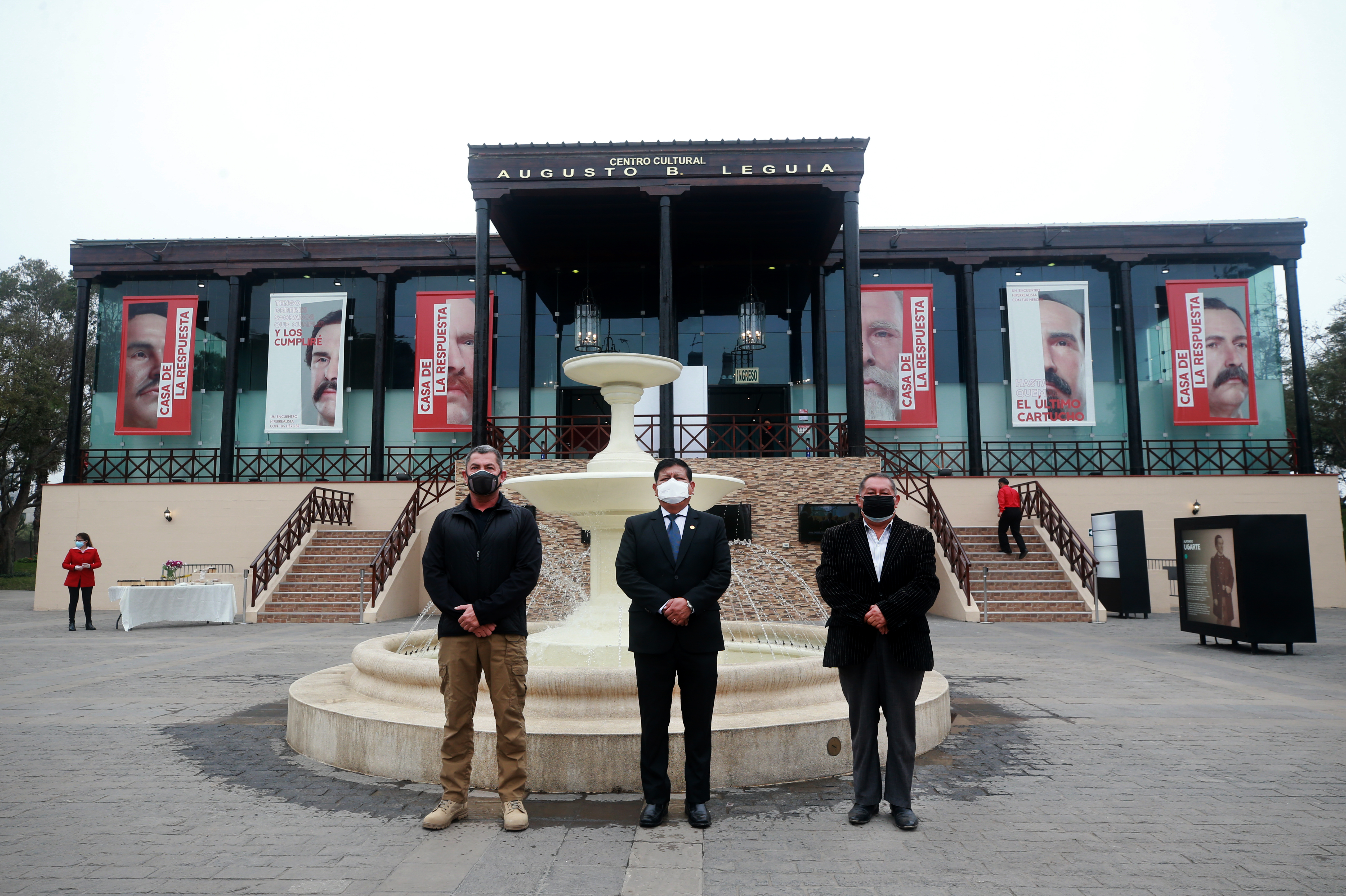
El Centro Cultural Augusto B. Leguía.